# 佩克索讷
佩克索讷（法語：Pexonne，法語發音：[pɛksɔn]）是法国默尔特-摩泽尔省的一个市镇，属于吕内维尔区。

## 地理
佩克索讷（48°29'0"N, 6°51'57"E）面积13.43 平方千米，位于法国大東部大區默尔特-摩泽尔省，该省份为法国东北部内陆省份，是洛林的一部分，北邻比利时、卢森堡，北起顺时针与摩泽尔省、下莱茵省、孚日省和默兹省接壤。
与佩克索讷接壤的市镇（或旧市镇、城区）包括：巴东维莱、费讷维莱、讷夫迈松、皮埃尔佩尔塞、圣波勒、瓦克维尔。

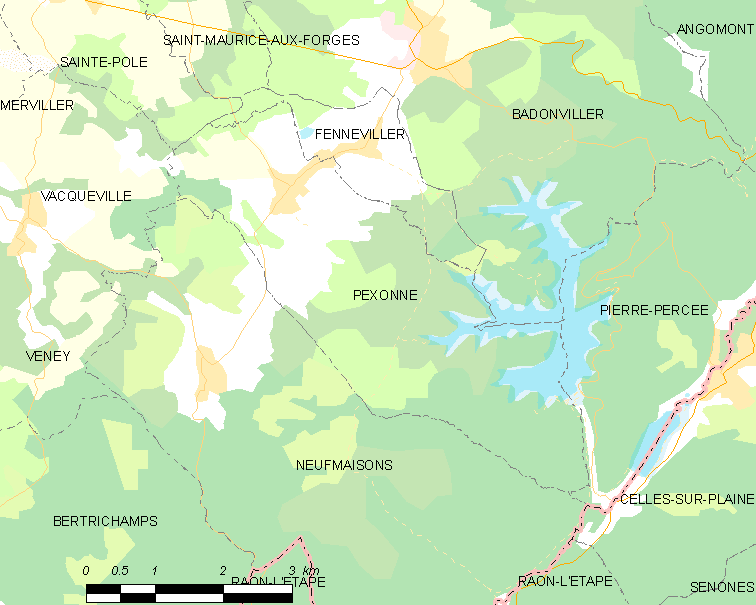
佩克索讷的OSM定位图

佩克索讷的时区为UTC+01:00、UTC+02:00（夏令时）。

## 行政
佩克索讷的邮政编码为54540，INSEE市镇编码为54423。

## 政治
佩克索讷所属的省级选区为巴卡拉县。

## 人口

1962-2008年间佩克索讷人口变化图示

佩克索讷于2022年1月1日时的人口数量为330人。